# Rantensee
Rantensee är en sjö i Österrike.   Den ligger i förbundslandet Steiermark, i den centrala delen av landet, 210 km sydväst om huvudstaden Wien. Rantensee ligger 1 869 meter över havet.
I omgivningarna runt Rantensee växer i huvudsak blandskog. Runt Rantensee är det ganska glesbefolkat, med 21 invånare per kvadratkilometer.